# Leptomys elegans
Leptomys elegans — вид гризунів родини мишевих (Muridae). Він зустрічається в горах південної частини Папуа Нової Гвінеї. Його природне середовище проживання — субтропічні або тропічні сухі ліси.

## Морфологічна характеристика
Це гризун середнього розміру з довжиною голови й тулуба від 143 до 194 мм, довжиною хвоста від 125 до 164 мм, довжиною стопи від 36 до 43 мм, довжиною вух від 18 до 26 мм і вагою до 120 грамів. Шерсть м'яка. Верхня частина тіла коричнево-коричневого кольору, темніша на спині та світліша на боках, тоді як нижня частина тіла біла або кремова. Вуха великі, коричневі. Задня частина ніг покрита дрібним білим волоссям. Хвіст коротший за голову й тулуб, зверху темно-коричневий, знизу без пігменту, кінчик білий і вкритий 8–13 кільцями лусочок на сантиметр.

## Поведінка
Це наземний вид. Харчується переважно комахами.